# Geniostoma densiflora
Geniostoma densiflora är en tvåhjärtbladig växtart som beskrevs av Henri Ernest Baillon. Geniostoma densiflora ingår i släktet Geniostoma och familjen Loganiaceae. Utöver nominatformen finns också underarten G. d. oleifolium.